# メトロポリタン・バンコク
座標: 北緯13度43分24.6秒 東経100度32分21.1秒 / 北緯13.723500度 東経100.539194度
メトロポリタン・バンコク(Metropolitan Bangkok)は、タイの首都であるバンコク・サートーン区にある最高級ホテル。かつてザ・リーディングホテルズ・オブ・ザ・ワールドに加盟していた。

## 特徴
2003年10月開業。バンコクのビジネス街であるサートーン通りに位置するデザインホテル。
客室数は171室で、バンコクの最高級ホテルの中で一番少ない。その分、最も小さい客室でも約51平方メートルを有するなど、広い客室を確保している。なお、パッケージツアーやホテルクーポンで利用される客室はメトロポリタン・ルームで122室あり、51～54平方メートルの広さがある。
スタッフの初代ユニフォームは山本耀司がデザインした。現在のユニフォームはコム・デ・ギャルソンを使用。
このホテルは、旧YMCAの建物をリノベーションしたものである。

## 設備
- シアン(Cy'an)　地中海料理
- グロウ(Glow)　各国料理
- メット・バー(The Met Bar)　タイ料理、バー
  - メット・バーの夜の営業時間は会員限定のため、会員と宿泊客以外の利用は不可。
- コモ・シャンパラ・アーバン・エスケープ(COMO Shambhala)　スパ、ジム、屋外プール

など